# Nikola Milenković
Nikola Milenković, em sérvio: Никола Миленковић (Belgrado, 12 de outubro de 1997), é um futebolista sérvio que joga pelo Nottingham Forest.

## Carreira
Foi convocado para defender a Seleção Sérvia de Futebol na Copa do Mundo de 2018.

## Títulos

### Prêmios individuais
- Equipe ideal da Liga Conferência da UEFA: 2022–23